# Presídio da Trafaria
O Presídio da Trafaria, também conhecido como Antigo Presídio da Trafaria, é um conjunto edificado construído entre 1908 e 1909, como Presídio Militar, função que manteve até ao final da década de setenta do século XX.
Contudo a ocupação deste espaço remonta ao século XVI, quando em 1565 foi aí construído, por ordem do cardeal D. Henrique I, uma casa destinada a receber os viajantes e mercadorias que chegassem por mar, e que se suspeitasse virem infetadas, ficando em quarentena antes de darem entrada na cidade de Lisboa. Era portanto um "lazareto" que era como então se designava o espaço destinado às quarentenas. A povoação da Trafaria surge assim em torno desse Lazareto. Em 1678 é erguida a Ermida de Nossa Senhora da Saúde para assistência espiritual aos quarentenários e à população que habitava no lugar que atualmente chamamos de Trafaria.
No século XVII, durante o reinado de Pedro II de Portugal é construído, junto ao Lazareto, um forte integrado na defesa marítima de Lisboa. A função de defesa militar apoiada em artilharia manteve-se até ao final do século XIX, sendo as estruturas do forte demolidas a quando das obras do novo presídio.
Durante o século XVIII foi construído um muro em torno do Lazareto, e o espaço passou a acolher presos condenados ao degredado, que aqui aguardavam embarque. Durante o século XIX, as instalações encontravam-se sobre lotadas e sem condições sanitárias adequadas às quarentenas. Em 1815 o Lazareto é então transferido para a Torre de São Sebastião (Torre Velha). A função prisional acentua-se durante o período das Invasões Francesas e da Guerra Civil, sendo utilizada pelas forças miguelistas.
Após a vitória liberal o espaço do Lazareto/Presídio passa a ser utilizado com diversas funções, nomeadamente: Viveiro de plantas para a florestação das dunas entre a Trafaria e a Costa, seca de bacalhau, fábrica de adubo a partir de restos de peixe e armazém das galeotas reais.
No final do reinado de D. Manuel II, a maioria das estruturas é demolida e construído o Presídio, que após a implantação da república passa a receber presos civis principalmente acusados de crimes políticos. Durante o Estado Novo e até a Revolução de 25 de Abril de 1974, na Casa de Reclusão da Trafaria, estiveram presos vários opositores ao regime civis e militares, nomeadamente os envolvidos no Golpe das Caldas em Março de 1974. Até 1981 o Presídio manteve a sua função militar e em 2000 é adquirido pela Câmara Municipal de Almada.

## O presídio hoje: um espaço de liberdade e criatividade
Desde 2014, a associação Ensaios e Diálogos trabalha sobre a reativação do antigo presídio da Trafaria e a sua transformação em um espaço de liberdade e criatividade. Este processo de imaginação e ativação colectiva adotou o nome de Prisão Paraíso. Este projeto consiste em um processo participativo que se assenta na liberdade criativa que envolve e respeita a realidade local, contribui para o seu desenvolvimento social e ambiental, cria experiências culturais singulares e apela à democratização dos espaços públicos. Um processo dinâmico que continua a acolher novas propostas e atividades.
O primeiro projeto foi a Opereta A˜Mar, em 2014, uma performance artística colaborativa realizada por Loreto Troncoso em co-criação com os habitantes da Trafaria.
O segundo projeto que serviu como protótipo de reflexão conjunta sobre o futuro do espaço foi o laboratório Hallo: Plataforma, em 2016. Estiveram 58 pessoas em residência a participar na reabilitação do edifício e sua área verde envolvente que se encontravam num estado de semi-abandono. Para além da melhoria dos espaços, que incluiu limpeza dos acessos, conserto de sistemas de canalização e esgotos, iluminação, higiene e seguranças básicas, decorreu um processo de pensamento crítico e praxis criativa cujo ponto de partida foi Qual o futuro para o presídio da Trafaria? Surgiram 22 propostas de ações e atividades que foram desenvolvidos dentro e fora dos muros do Presídio e culminaram numa semana de eventos abertos ao público, que incluiu refeições co-cozinhadas, sessões de cinema, entre outros. Destacam-se a construção de uma arena transportável durante o workshop Constructlab, a emissão da Rádio Trafaria, e a instalação da Oficina do Gato Morto, o projeto Jardim, a cozinha comunitária, espaços de trabalho e o início da continuidade ao processo e realizou uma incubadora Prisão Paraíso.
Em agosto de 2018, realizou-se uma nova residência para melhorar os espaços de convívio e co-working. Dada a constante mutação de intenções políticas para o local, a premissa foi dotar o espaço de equipamento e instalações amovíveis e multifuncionais. Desde então, o Presídio conta também com instalações artísticas, como o (enigmático) Landmark do colectivo PZZL, projetos de iluminação nocturna, um forno de pizza e um sistema de irrigação, refeições comunitárias cozinhadas pelos moradores da Trafaria, experiências de Nicole Kiersz com pigmentos a partir do levantamento das cores da região, entre outros. Seguiu-se o Cinemar (outubro 2018), uma semana de partilha de experiências ERASMUS+ com o colectivo Bruit du Frigo(Novembro), residência de estudantes de arquitectura de interiores do Institut Saint Luc de Brussels (Abril), entre outros.
Em outubro 2019, a Prisão Paraíso vai acolher o evento Meet me in the Middle (em colaboração com a BOZAR e a Greek National Opera), que será uma semana de residência artística de investigação-ação sobre arte comunitária e participativa.